# Chaubardiella
Chaubardiella es un género con unas 10 especies de orquídeas epífitas simpodiales.  Se distribuyen en las zonas tropicales de Centroamérica y Suramérica en las faldas de las montañas.  Leslie A. Garay estableció este género en 1969 cuando le añadió 4 especies procedentes de los géneros, Stenia, Kefersteinia, Chondrorhyncha, y Chaubardia.

## Descripción
Todas las especies de este género son epífitas con un desarrollo simpodial. Las especies que se pasaron del género Chaubardia no tienen  pseudobulbos y se pueden distinguir por un  rostelo más alargado.
Este género tiene como característica la apariencia de las planta con las hojas dispuestas en abanico (brácteas florales imbricadas y un tallo floral corto). No tienen pseudobulbos o en las especies que lo tienen,  son muy pequeños, dando lugar a untallo floral basal con una sola flor, permaneciendo a media distancia de la planta.
Las flores son carnosas con los sépalos y los pétalos espaciados, columna corta y gruesa con un rostelo en forma de cuerno, un labelo que no envuelve la columna. Poseen un par de desiguales Polinia, conectados a un estípite cuadrado y un viscidio con forma de cuerno.
Las especies de Chaubardiella se desarrollan bien en una mezcla 3:1 de corteza de pino de grano fino y musgo sphagnum, en condiciones intermedias de temperatura.

## Distribución y hábitat
Se desarrollan en  las selvas  de las faldas de los Andes desde Surinam, Perú, Ecuador e incluso en Costa Rica.

## Taxonomía
El género fue descrito por Leslie A. Garay   y publicado en Orquideología; Revista de la Sociedad Colombiana de Orquideología 4(3): 146–147. 1969.
Etimología
Chaubardiella (abrevidado Chbl.): nombre genérico que procede del griego  "iella" = "similar a"", en referencia al género "Chaubardia".

## Especies Chaubardiella
Especie tipo: Chaubardiella tigrina [Garay & Dunsterville] Garay (1969) 
- Chaubardiella chasmatochila
- Chaubardiella dallessandroi
- Chaubardiella heteroclita
- Chaubardiella hirtzii
- Chaubardiella klugii
- Chaubardiella pacuarensis Jenny (1989)
- Chaubardiella pubescens Ackerman (1981)
- Chaubardiella subquadrata (Schltr.) Garay (1969)
- Chaubardiella surinamensis
- Chaubardiella tigrina